# Svängehallar-Fjärehals
Svängehallar-Fjärehals este o arie protejată (arie specială de conservare — SAC, sit de importanță comunitară — SCI) din Suedia întinsă pe o suprafață de 291,2 ha, din care 41 % marine.

## Localizare
Centrul sitului Svängehallar-Fjärehals este situat la coordonatele 57°24′18″N 11°55′21″E / 57.4049°N 11.9226°E.

## Înființare
Situl Svängehallar-Fjärehals a fost declarat sit de importanță comunitară în ianuarie 1997 pentru a proteja 1 specie de animale. Situl a fost protejat și ca arie specială de conservare în martie 2011.

## Biodiversitate
Situată în ecoregiunile continentală și marină Atlantică, aria protejată conține 9 habitate naturale: Pășuni atlantice udate de apa mării (Glauco-Puccinellietalia maritimae), Formațiuni ierboase bogate în specii de Nardus, dezvoltate pe substraturi silicioase în zone montane (și în zone submontane, în Europa continentală), Mlaștini turboase de tranziție și turbării mișcătoare, Roci stâncoase cu vegetație pionieră de Sedo-Scleranthion sau Sedo albi-Veronicion dillenii, Vegetație perenă pe țărmurile stâncoase, Formațiuni de Juniperus communis pe lande sau pajiști calcaroase, Faleze cu vegetație de pe coastele atlantice și baltice, Pajiști uscate europene, Vegetație anuală la limita mareei.
La baza desemnării sitului se află o specie protejată de  amfibieni: triton cu creastă (Triturus cristatus).